# Sphinctopsylla spillmanni
Sphinctopsylla spillmanni är en loppart som beskrevs av Jordan 1933. Sphinctopsylla spillmanni ingår i släktet Sphinctopsylla och familjen Stephanocircidae. Inga underarter finns listade i Catalogue of Life.